# Pimelodella rudolphi
Pimelodella rudolphi är en fiskart som beskrevs av Miranda Ribeiro, 1918. Pimelodella rudolphi ingår i släktet Pimelodella och familjen Heptapteridae. Inga underarter finns listade i Catalogue of Life.